# Alvar Kosunen

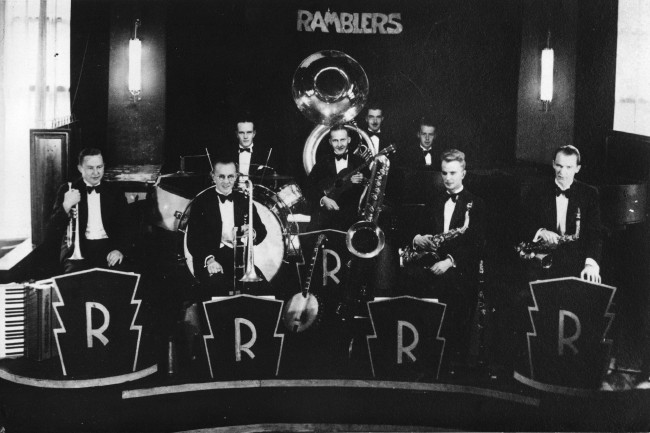
Ramblers på Opris 1931. Från vänster: Alvar Kosunen, Klaus Salmi, Jomi Leino, Leo Adamsson, Merle Wilkin, Asser Fagerström och Tommy Wilfred Tuomikoski.

Vilho Alvar "Allu" Kosunen, född 17 juli 1908 i Kuopio, död 17 april 1965 i Helsingfors, var en finländsk jazzmusiker (trumpet och dragspel), arrangör, orkesterledare, kompositör, sångtextförfattare och musiklärare.

## Biografi
Kosunens far ledde orkestern vid Kuopios arbetarförening, i vilken sonen ingick som trumpetare och skötte kopiering av noter. I slutet av 1920-talet spelade han i de Helsingforsbaserade jazzorkestrarna Zamba och Melody-Boys. På 1930-talet anslöt han sig som trumpetare till Ramblers, var åren 1934–1937 trumpetare i Dallapé och övergick därefter till Georg Malmsténs Rytmi-Pojat. Efter andra världskriget blev Kosunen orkesterledare vid Reino Palmroths Glada teatern. Kompositören Kosunens mest kända verk är Muistan sua, Elaine, vars text skrevs av Matti Jurva. Sclagern spelades in på grammofon 1931 av Ramblers med Leo Adamson som solist. Som kompositör förekom Kosunen under pseudonymerna Allu Kosonen, A. Oja och Arno Oja.